# Diócesis de Prayagraj
La diócesis de Prayagraj (en latín: Dioecesis Allahabadensis y en inglés: Roman Catholic Diocese of Prayagraj) es una circunscripción eclesiástica de la Iglesia católica en India. Se trata de una diócesis latina, sufragánea de la arquidiócesis de Agra. Desde el 12 de noviembre de 2020 es sede vacante y su administrador diocesano es el presbítero Louis Mascarenhas.

## Territorio y organización
La diócesis tiene 47 852 km² y extiende su jurisdicción sobre los fieles católicos de rito latino residentes en 12 distritos del estado de Uttar Pradesh: Prayagraj, Ambedkar Nagar, Faizabad, Fatehpur, Kanpur Dehat, Kanpur Nagar, Kaushambi, Mirzapur, Pratapgarh, Rae Bareli, Sonbhadra y Sultanpur.
La sede de la diócesis se encuentra en la ciudad de Prayagraj (llamada Allahabad hasta octubre de 2018), en donde se halla la Catedral de San José.
En 2020 en la diócesis existían 42 parroquias.

## Historia
El vicariato apostólico de Patna fue erigido el 7 de febrero de 1845 con el breve Pastoralis officii del papa Gregorio XVI, obteniendo su territorio del vicariato apostólico de Tibet-Hindustán (hoy arquidiócesis de Agra).
El 1 de septiembre de 1886, como resultado de la bula Humanae salutis del papa León XIII, el vicariato apostólico fue elevado a diócesis. El 7 de junio de 1887, con el breve Post initam, la nueva diócesis, denominada diócesis de Allahabad, pasó a formar parte de la provincia eclesiástica de la arquidiócesis de Agra y al mismo tiempo cedió una parte de su territorio para la arquidiócesis de Calcuta.
Posteriormente, cedió porciones de su territorio para la erección de nuevos distritos eclesiásticos:
- el vicariato apostólico de Bettiah (hoy arquidiócesis de Patna) el 20 de abril de 1892 mediante el decreto Cum Reverendissimus de la Congregación de Propaganda Fide;[4] cedió el territorio del Reino de Nepal al mismo vicariato el 19 de mayo de 1893 mediante el decreto Nuntiatum est de la Propaganda Fide;[5] y el 10 de septiembre de 1919 le volvió a ceder mediante el breve In suprema Principis del papa Benedicto XV;[6]
- la prefectura apostólica de Jubbulpore (hoy diócesis de Jabalpur) el 18 de julio de 1932 mediante la bula De Romanorum Pontificum del papa Pío XI;[7]
- la prefectura apostólica de Indore (hoy diócesis de Indore) el 11 de marzo de 1935 mediante la bula Salutis animarum del papa Pío XI;[8]
- la prefectura apostólica de Jhansi (hoy diócesis de Jhansi) el 12 de enero de 1940 mediante la bula Ad evangelicam veritatem del papa Pío XII;[9]
- la diócesis de Lucknow el 12 de enero de 1940 mediante la bula Quo dominicus del papa Pío XII;[10]
- la prefectura apostólica de Gorakhpur (hoy diócesis de Varanasi) el 11 de julio de 1946 mediante la bula Ad expeditiorem del papa Pío XII.[11] El 9 de enero de 1947 incorporó el distrito de Mirzapur, que pertenecía a la prefectura apostólica de Gorakhpur.

## Estadísticas
Según el Anuario Pontificio 2021 la diócesis tenía a fines de 2020 un total de 11 201 fieles bautizados.
| Año                                                                             | Población            | Población  | Población      | Sacerdotes | Sacerdotes    | Sacerdotes    | Bautizados por sacerdote | Diáconos permanentes | Religiosos | Religiosos | Parroquias |
| Año                                                                             | Bautizados católicos | Total      | % de católicos | Total      | Clero secular | Clero regular | Bautizados por sacerdote | Diáconos permanentes | Varones    | Mujeres    | Parroquias |
| ------------------------------------------------------------------------------- | -------------------- | ---------- | -------------- | ---------- | ------------- | ------------- | ------------------------ | -------------------- | ---------- | ---------- | ---------- |
| 1959                                                                            | 6373                 | 10 000     | 0.1            | 40         | 34            | 6             | 159                      |                      | 5          | 121        | 4          |
| 1970                                                                            | 8085                 | 11 000     | 0.1            | 58         | 50            | 8             | 139                      |                      | 92         | 233        | 4          |
| 1980                                                                            | 6973                 | 16 274 000 | 0.0            | 74         | 63            | 11            | 94                       |                      | 83         | 286        | 5          |
| 1990                                                                            | 8802                 | 21 495 810 | 0.0            | 76         | 66            | 10            | 115                      |                      | 53         | 312        | 5          |
| 1999                                                                            | 11 715               | 25 914 016 | 0.0            | 81         | 69            | 12            | 144                      |                      | 26         | 310        | 9          |
| 2000                                                                            | 12 231               | 26 231 226 | 0.0            | 82         | 70            | 12            | 149                      |                      | 27         | 302        | 9          |
| 2001                                                                            | 12 442               | 26 892 327 | 0.0            | 82         | 70            | 12            | 151                      |                      | 26         | 305        | 13         |
| 2002                                                                            | 12 704               | 26 995 468 | 0.0            | 84         | 74            | 10            | 151                      |                      | 22         | 301        | 13         |
| 2003                                                                            | 12 540               | 27 123 504 | 0.0            | 83         | 72            | 11            | 151                      |                      | 23         | 356        | 33         |
| 2004                                                                            | 12 566               | 26 232 500 | 0.0            | 82         | 74            | 8             | 153                      |                      | 29         | 368        | 35         |
| 2006                                                                            | 12 767               | 30 800 000 | 0.0            | 88         | 77            | 11            | 145                      |                      | 21         | 383        | 35         |
| 2012                                                                            | 13 525               | 32 644 000 | 0.0            | 88         | 75            | 13            | 153                      |                      | 33         | 353        | 39         |
| 2015                                                                            | 13 992               | 41 517 000 | 0.0            | 88         | 75            | 13            | 159                      |                      | 40         | 398        | 39         |
| 2018                                                                            | 13 987               | 42 611 355 | 0.0            | 85         | 73            | 12            | 164                      |                      | 42         | 417        | 39         |
| 2020                                                                            | 11 201               | 43 530 600 | 0.0            | 94         | 78            | 16            | 119                      |                      | 21         | 376        | 42         |
| Fuente: Catholic-Hierarchy, que a su vez toma los datos del Anuario Pontificio. |                      |            |                |            |               |               |                          |                      |            |            |            |

## Episcopologio
- Gaetano Carli, O.F.M.Cap. † (7 de febrero de 1845-19 de septiembre de 1845 nombrado coadjutor del vicario apostólico de Agra)
- Anastasius Hartmann, O.F.M.Cap. † (30 de septiembre de 1845-8 de marzo de 1854 nombrado vicario apostólico de Bombay)
- Atanasio Eduardo Zuber, O.F.M.Cap. † (8 de marzo de 1854-antes del 24 de enero de 1860 renunció)
- Anastasius Hartmann, O.F.M.Cap. † (24 de enero de 1860-24 de abril de 1866 falleció) (por segunda vez)
- Paolo Tosi, O.F.M.Cap. † (3 de marzo de 1868-27 de septiembre de 1880 nombrado vicario apostólico de Punyab)
- Francesco Vincenzo Pesci, O.F.M.Cap. † (27 de mayo de 1881-8 de julio de 1896 falleció)
- Carlo Giuseppe Gentili, O.F.M.Cap. † (29 de marzo de 1897-27 de agosto de 1898 nombrado arzobispo de Agra)
- Vittorio Gaetano Sinibaldi, O.F.M.Cap. † (27 de septiembre de 1899-5 de enero de 1902 falleció)
  - Sede vacante (1902-1904)
- Pierre-François Gramigna, O.F.M.Cap. † (25 de agosto de 1904-18 de diciembre de 1917 falleció)
- Giuseppe Angelo Poli, O.F.M.Cap. † (18 de diciembre de 1917 por sucesión-11 de julio de 1946 renunció[nota 1])
- Leonard Joseph Raymond † (10 de abril de 1947-16 de enero de 1964 nombrado arzobispo de Nagpur)
- Raymond D'Mello † (21 de abril de 1964-20 de diciembre de 1969 renunció[nota 2])
- Alfred Fernández † (25 de junio de 1970-15 de diciembre de 1975 renunció)
- Baptist Mudartha † (1 de marzo de 1976-5 de mayo de 1988 retirado)
- Isidore Fernandes (5 de mayo de 1988-31 de enero de 2013 renunció)[nota 3]
- Raphy Manjaly (17 de octubre de 2013-12 de noviembre de 2020 nombrado arzobispo de Agra)
  - Sede vacante (desde 2020)